# A generális
A generális (eredeti cím: The General) 1926-ban bemutatott amerikai némafilm Buster Keaton főszereplésével.
A megtörtént események alapján készült, vígjátéki, akció- és kalandelemeket is tartalmazó film az amerikai polgárháború alatt játszódik. A némafilmnek utóbb több, zenei kísérettel és hangeffektekkel kiegészített változata került forgalomba.

## Cselekmény

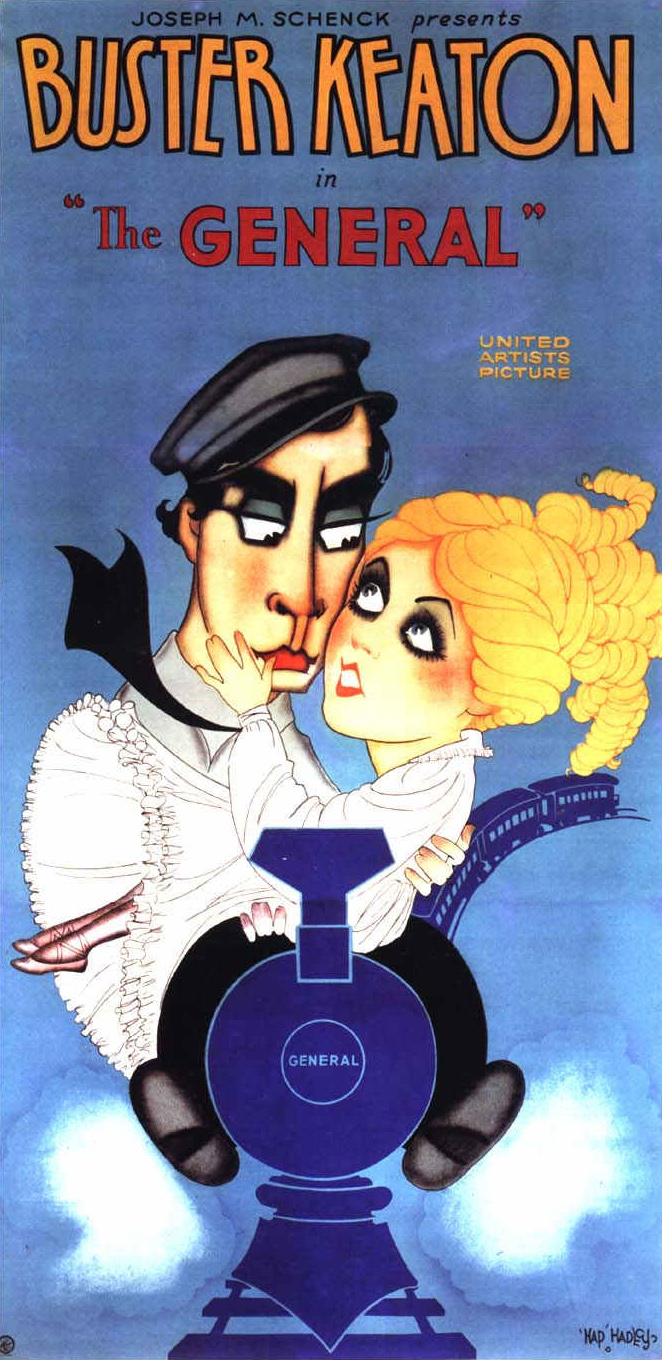

Johnnie Gray az USA Georgia államának Marietta városkájában él, mozdonyvezető a Western & Atlantic Railroad társaságnál. Két szerelme van, egyik szeretett mozdonya, a Generális, másik pedig egy fiatal lány, Annabelle.
Éppen Annabelle társaságában van, mikor jön a hír, kitört a háború. Annabelle apja és testvére elsők között jelentkeznek katonának. Johnnie is jelentkezik, ám amikor közli, hogy mozdonyvezető, azonnal indok nélkül elküldik. Azt hiszi, hogy kis testmagassága és vékonydongája miatt, de valójában csak azért, mert mozdonyvezetőként hasznosabb a déliek számára, mint katonaként. Csalódottan elmegy, Annabelle és apja azt hiszik, hogy gyáva volt és nem is jelentkezett. A lány közli vele, addig nem akarja látni, míg nem visel egyenruhát. Kapcsolatuknak vége szakad, Johnnie marad a mozdonyon.
Eltelik egy év. Anderson százados, az északiak kémfőnöke merész tervet gondol ki. Diverzánscsoportjával elrabolnak egy déli mozdonyt, azzal végigmennek a déli vasútvonalon, útközben felégetik a hidakat, leszakítják a távíróvezetékeket, mindent, amit csak tudnak elpusztítanak, ezzel tönkretéve a vasútvonalat, megakadályozva a déliek katonai szállításait. Elrabolják az Atlantából Chattanooga felé tartó, de Big Shanty városkában fél órára megálló személyvonat mozdonyát, a Generálist, és a két hozzácsatolt kocsit. Csak utóbb veszik észre, hogy a csomagszállító kocsiban egy lány is van, aki nem más, mint a sebesült édesapját vonattal meglátogató Annabelle, őt túszként magukkal viszik.
Johnnie azonnal a nyomukba ered. Előbb futva, aztán kézihajtánnyal, majd egy velocipéddel próbálná utolérni őket. A következő állomáson riadóztatja a katonákat, azzal, hogy „elrabolták a Generálist”. Azok persze nem egy mozdonyra, hanem egy elrabolt tábornokra gondolnak, ezért felpattannak egy készen álló katonai szerelvényre. Johnnie gőzt ad, ám elfelejti a mozdonyt összekapcsolni a kocsikkal, tetejébe izgalmában egy darabig észre sem veszi, hogy a Texas nevű mozdony mögött nincsenek kocsik. Mivel az északiak azt hiszik, egy komplett katonai osztag van a nyomukban, menekülőre fogják, Johnnie a nyomukban. A humoros akciókban gazdag üldözés során Johnnie úgy megy át a frontvonalon, hogy azt észre sem veszi. Végül kifogy a tüzelőből, gyalogosan kénytelen folytatni az útját. Éjjel, a szakadó esőben egy vasútállomást talál. Csak némi élelmet akar szerezni, amikor észreveszi, hogy az északiak bázisán van, sőt, az étkezőasztal alá bújva kihallgatja a tisztek megbeszélését is a déliek elleni másnapi támadásról.
Éjjel, mikor kiszökik a házból, meglepve veszi észre, hogy a másik szobában Annabelle van bezárva. Ketten menekülnek el az északiak elől. Ellopnak egy mozdonyt, majd visszaindulnak a déliekhez, de az északiak két mozdonnyal utánuk erednek. Az első déli városban Johnnie riadóztatja a katonákat, így a támadó északiakat egy hídnál már a felkészült déliek fogadják. Felgyújtják a hidat, mely az északiak mozdonya alatt összeroskad. A csata a déliek győzelmével végződik.
A csata végén a déli tábornok megkérdezi Johnnie kilétét. Elárulja, hogy valójában nem katona. A tábornok rámordul, hogy azonnal vegye le az uniformist, majd Johnnie legnagyobb meglepetésére a közlegényi helyett egy hadnagyi egyenruhát hozat számára. Annabelle kívánsága teljesült, Johnnie hadnagyi egyenruhában megy megkérni a kezét.

## Történelmi háttér

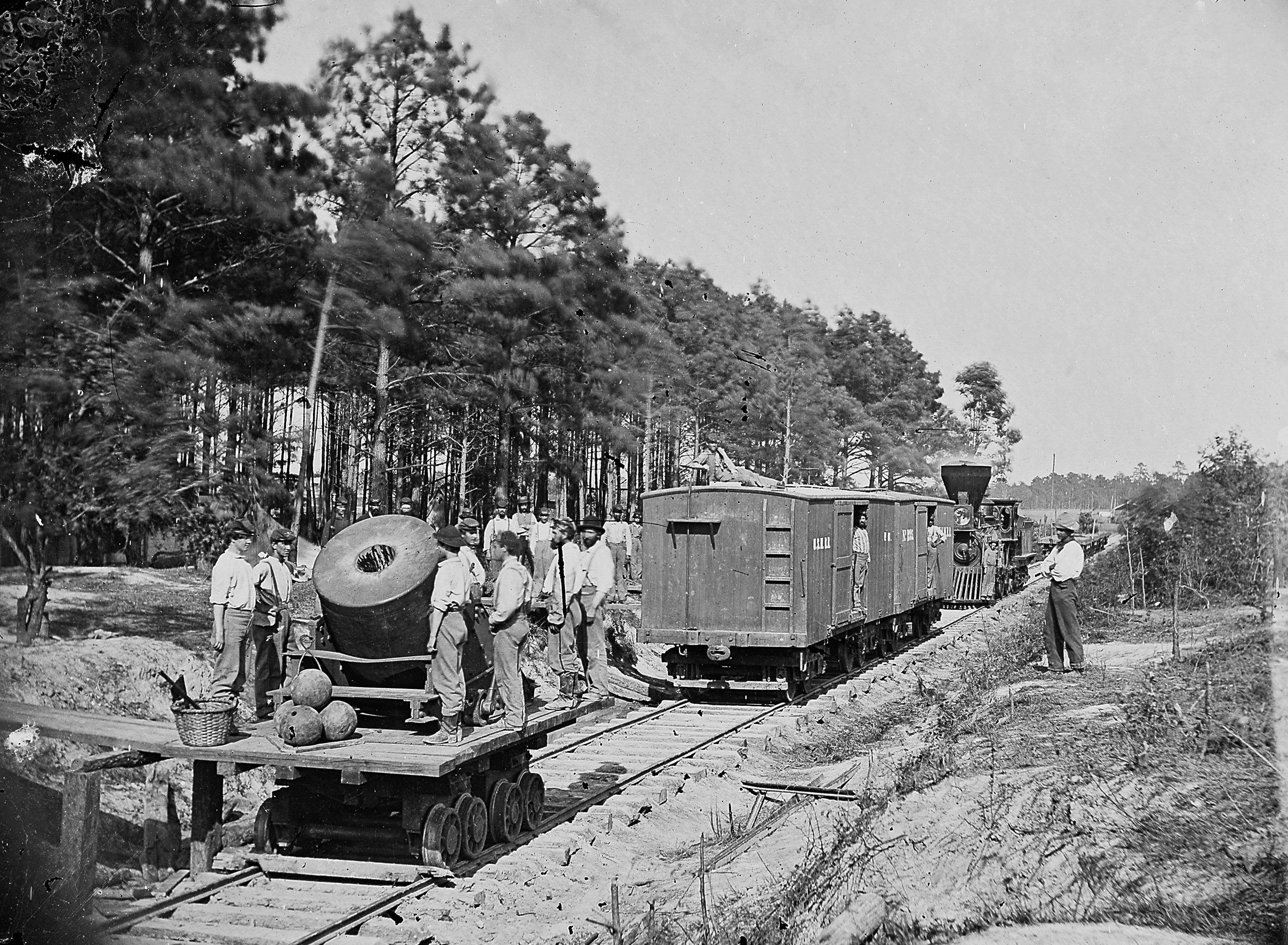
A filmben látható vasúti mozsárágyú a valóságban is létezett

A film megtörtént események alapján készült. 1862. április 12-én az Atlanta és Chattanooga között közlekedő személyvonat mintegy félórás pihenőre megállt Big Shanty (ma: Kennesaw) városkában, ahonnan James J. Andrews északi ügynök és emberei elrabolták a szerelvény Generális (General) nevű mozdonyát és az utána következő kocsit. A rablók célja Chattanooga elérése, közben a vasútvonalban annyi kár okozása, amennyi csak lehetséges. Felgyújtották a hidakat, leszakították a távíró-vezetékeket, tönkretették a víztartályokat.
A szerelvény eredeti vezetője előbb kézihajtánnyal, majd egy másik mozdonnyal eredt a nyomukba. A rablók mozdonya Chattanooga előtt kifogyott a tüzelőből, ezután elmenekültek. Az akció tagjait elfogták, a vezetőket kivégezték, a többieket életfogytiglanra ítélték. Az északi győzelem után utóbbiak kiszabadultak, majd az akció tagjait kitüntették, kémből és árulóból hőssé nyilvánították. Az esemény a nagy vasúti üldözés (Great Locomotive Chase) néven vonult be az amerikai történelembe.

### A mozdony

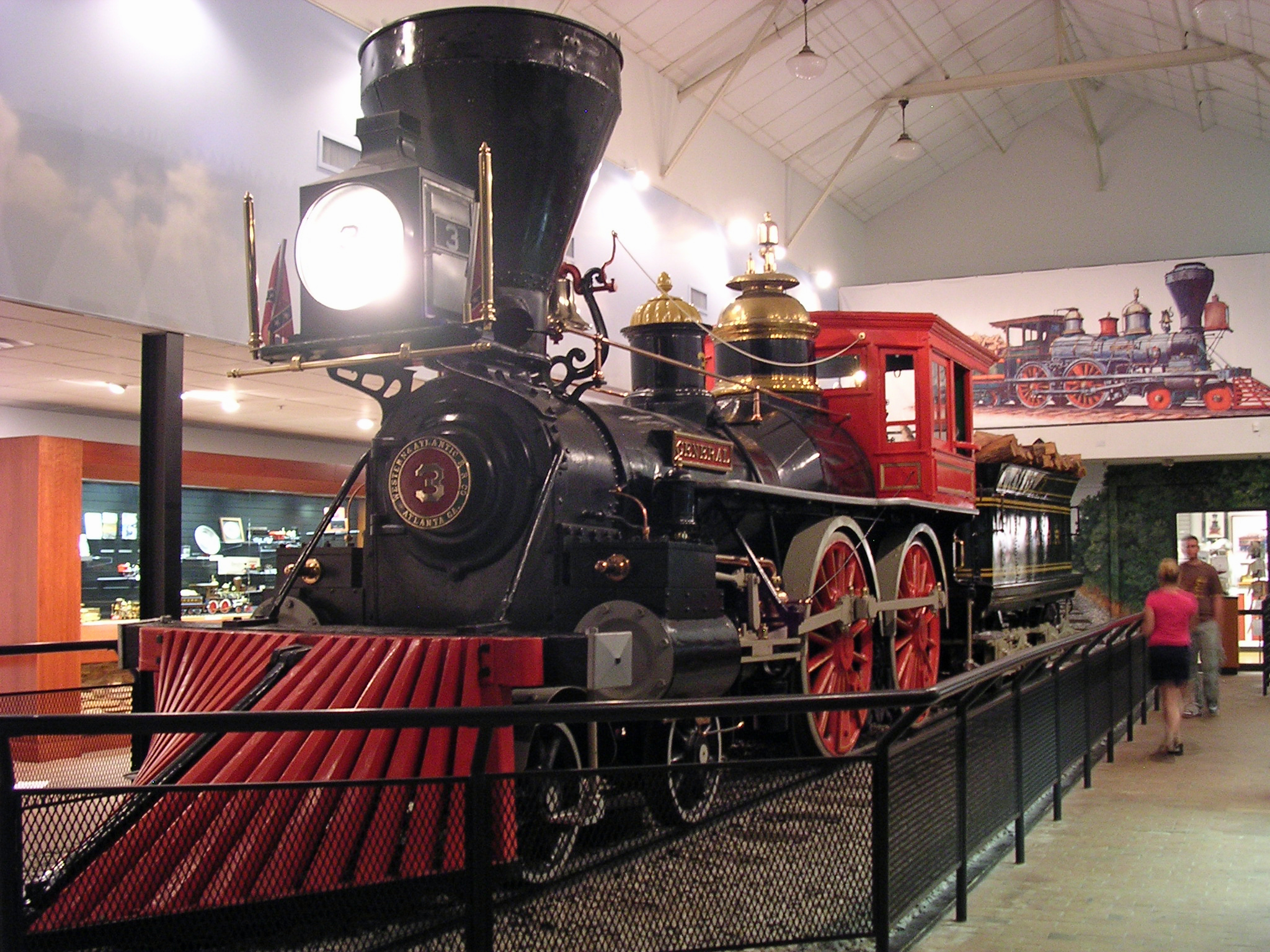
A teljesen felújított eredeti Generális a múzeumban

A filmben szereplő Generális mozdony valóban létezik.  A 4-4-0 kerékelrendezésű gőzmozdonyt a filmben is látható Western & Atlantic Railroad társaság megrendelésére a Rogers, Ketchum & Grosvenor cég gyártotta 1855-ben New Jersey államban. A mozdonyt 1862-ben valóban elrabolták és részese volt a filmben látható eseményeknek. Később is szolgálatban maradt, 1891-ben vonták ki a forgalomból. Már a szétbontásra várakozott, amikor felfedezték történelmi szerepét, ezután kiállítási tárgy lett. 1959-ben teljesen felújították, azóta működőképes állapotban van. 1972 óta az elrablás helyszínén létesült Big Shanty vasúti és polgárháborús múzeum kiállítási tárgya.
Buster Keaton szerette volna az eredeti Generálist használni a filmben. Már a megegyezés határán voltak, mikor elárulta, a történet nem háborús dráma, hanem vígjáték lesz, emiatt kérését nem teljesítették, a filmben egy hasonmás mozdony látható.
A filmen látható másik gőzmozdony, a Texas szintén létezett, valóban ezzel üldözte a mozdonyvezető az elrabolt Generálist. A Texas későbbi sorsa ismeretlen, a filmben látható lezuhanás a hídról a valóságban nem történt meg.

## Forgatási helyszínek
A film nagy része szabad ég alatt készült. Buster Keaton Oregonban talált eredeti polgárháborús mozdonyokat, valamint kellően régies vasúti pályát és helyszínt. Az északi és déli katonákat egyaránt az oregoni nemzeti gárda tagjai alakították.
A kisvárosi jelenetek Cottage Groove-ban készültek, de a városon kívüliek is Cottage Groove külterületén és legközelebbi környékén, a stáb a forgatás alatt a városi szállodában lakott. A filmben látható épületek egy része még létezik és beazonosítható. A fedett vasúti híd szintén a városban van, vasúttörténeti emlék.
A végső jelenetet a hídnál valóban leforgatták, Cottage Groove lakosai számára aznapra munkaszünetet rendeltek el, szinte mindenki a forgatást figyelte. A forgatás után a lezuhant mozdonyt otthagyták. Turistalátványosság lett, majd 1941 körül szétbontották. Apró alkatrészeket mai napig lehet találni az egykori helyszínen.
A kevés beltéri jelenet stúdióban készült.

## Szereplők
- Buster Keaton – Johnnie Gray, déli mozdonyvezető
- Marion Mack – Annabelle Lee, Johnnie menyasszonya
- Glen Cavender – Anderson százados, északi kémfőnök
- Jim Farley – Thatcher, déli tábornok
- Frederick Vroom – déli tábornok
- Charles Henry Smith – Annabelle apja
- Frank Barnes – Annabelle fivére
- Joe Keaton – északi tábornok
- Mike Donlin – északi tábornok
- Tom Nawn – északi tábornok

## Érdekességek
- A film a szokással ellentétben a délieket ábrázolja pozitív hősként.
- A film a korabeli szokással ellentétben szinte teljes egészében szabad ég alatt készült, kifejezetten látványos jeleneteket is tartalmaz.
- Az egyik északi tábornokot Joe Keaton, Buster Keaton színész apja, a másikat Mike Donlin, hivatásos baseball-játékos alakítja.
- A filmet a maga idején rosszul fogadták. A magas költségeket alig hozta be, Buster Keaton ezzel elveszítette önálló filmgyártási lehetőségét. Később bekerült a minden idők legjobb száz amerikai filmje közé.